# Casey Jones

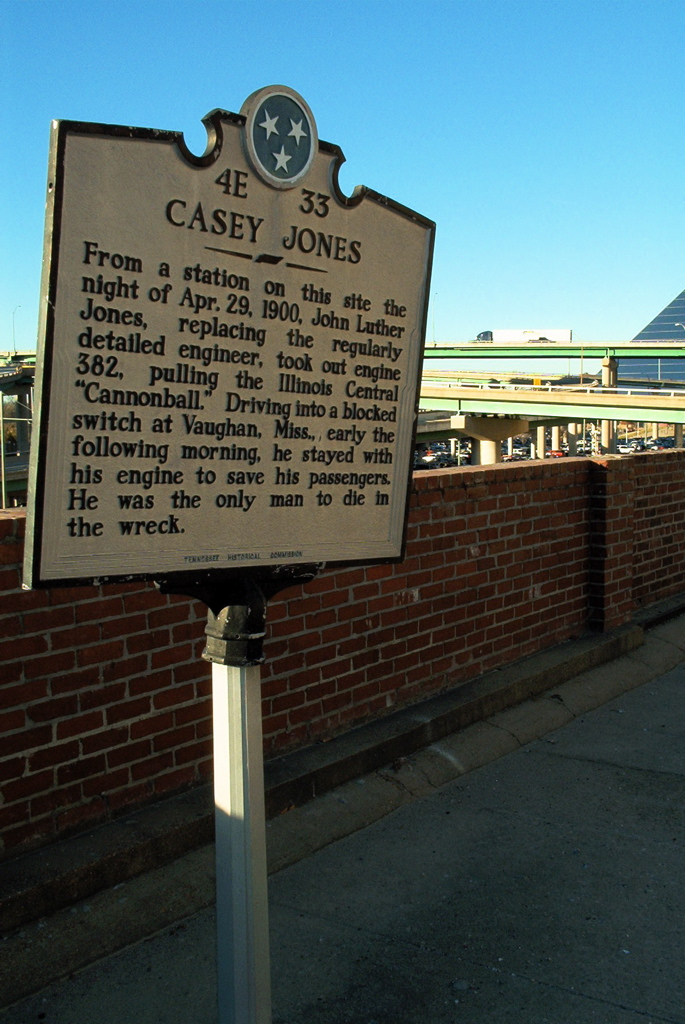
Historická značka připomínající výchozí bod železničního neštěstí v Memphisu

Casey Jones (1863–1900) byl americký strojvedoucí, který zahynul při železničním neštěstí ve městě Vaughan ve státě Mississippi 30. dubna 1900. V počátcích své železniční kariéry pracoval jako topič, vždy ale toužil stát se strojvůdcem. Zpočátku vozil nákladní vlaky, potom příměstské. Měl dobrou pracovní pověst, byl abstinent a nekuřák, za každých okolností se snažil dodržovat jízdní řád, někdy mu ale bylo vytýkáno nedodržení předpisů a poněkud riskantní jízda. Na přelomu století dostal nabídku řídit expresy na trase mezi Chicagem a New Orleans s velmi našponovaným jízdním řádem, kterým se říkalo Cannonball (česky Dělová koule).
Večer před osudnou nocí nastoupil v Memphisu na směnu místo nemocného kolegy na vlak New Orleans Special. Bylo špatné počasí a vlak přijel z Chicaga se zpožděním. Casey Jones se rozhodl zpoždění stáhnout a do cíle přijet na čas. To se mu zpočátku i dařilo, během prvních 250 kilometrů zpoždění skoro dohnal. Při vjezdu do malé stanice Vaughan ale při výjezdu z oblouku zpozoroval ve vzdálenosti několika set metrů nákladní soupravu, která kvůli poruše brzd neplánovaně blokovala průjezdní kolej. Stačil ještě snížit rychlost, nařídit svému topiči, aby vyskočil, ale srážce už zabránit nedokázal. Krátce po nárazu na následky smrtelného zranění zemřel. Cestující a ostatní personál díky intezivnímu brzdění přežili, jen někteří měli lehká zranění. Oficiální vyšetřování určilo jako jediného viníka nehody Casey Jonese a jako příčinu nerespektování výstražných návěstí. Později byly oficiální závěry několikrát zpochybněny. Někteří železniční historici uvádí, že viníky nebo spoluviníky nehody pravděpodobně byli staniční signalisté, kteří buď neumístili všechny předepsané signály nebo je nedali do dostatečné vzdálenosti od vjezdu do stanice. Nezanedbatelný vliv mělo i špatné počasí té noci, dále vysoká rychlost kvůli snaze dohnat zpoždění.
Kolega Casey Jonese Wallace Saunders o něm složil píseň, která záhy zlidověla a stala se příslovečným příkladem amerického hrdinství. Nikdy na ni ale nezískal copyright. Za autora hudby je dnes zpravidla považován Eddie Newton a za spoluautory textu Wallace Saunders a T. Lawrence Seibert. Píseň během let zpívala a nahrála řada interpretů, nejznámější je zřejmě verze, kterou nazpíval Johnny Cash.
Do českého prostředí uvedli skladbu po 2. světové válce Jiří Voskovec a Jan Werich jako Strojvůdce Příhoda. Nahrávka Johnnyho Cashe zřejmě byla inspirací pro další dvě české verze, obě z počátku 70. let. Jednu nazpívali Greenhorns, s textem Jana Vyčítala, pod originálním názvem. Další verzi, pod názvem Statečný strojvůdce, s textem Michala Bukoviče nazpíval Ladislav Vodička (někdy označovaný jako český Johnny Cash).
Existují také české verze od skupin K.T.O. a Rangers – Plavci, které hudebně zřejmě vycházejí z verze skupiny The New Christy Minstrels, ale s vlastními texty, které se nedrží původního textu balady.